# Ermenegildo Preti
Ermenegildo Preti (Milano, 23 luglio 1918 – 31 marzo 1986) è stato un progettista e ingegnere italiano, pioniere dell'aviazione, docente universitario e pilota di alianti. È noto per i progetti degli alianti Pinguino, Asiago, Arcore, Pellicano, Papero, Canguro, Pinocchio e Bonaventura costruiti presso il Centro Studi ed Esperienze per il Volo a Vela del Politecnico di Milano, e dell'aliante da trasporto e assalto AL.12P adottato dalla Regia Aeronautica nel 1943, ma rimasto allo stadio di prototipo per l'evolversi negativo della situazione bellica. Nel dopoguerra progettò numerosi tipi di velivoli da addestramento, collegamento e trasporto leggero civile, alcuni dei quali, come l'Aviamilano P 19 Scricciolo, prodotti in serie.

Nel 1953 insieme a Pierluigi Raggi, disegnò una piccola auto, l'Isetta, che ebbe grande successo quando fu prodotta in serie dall'azienda tedesca BMW.

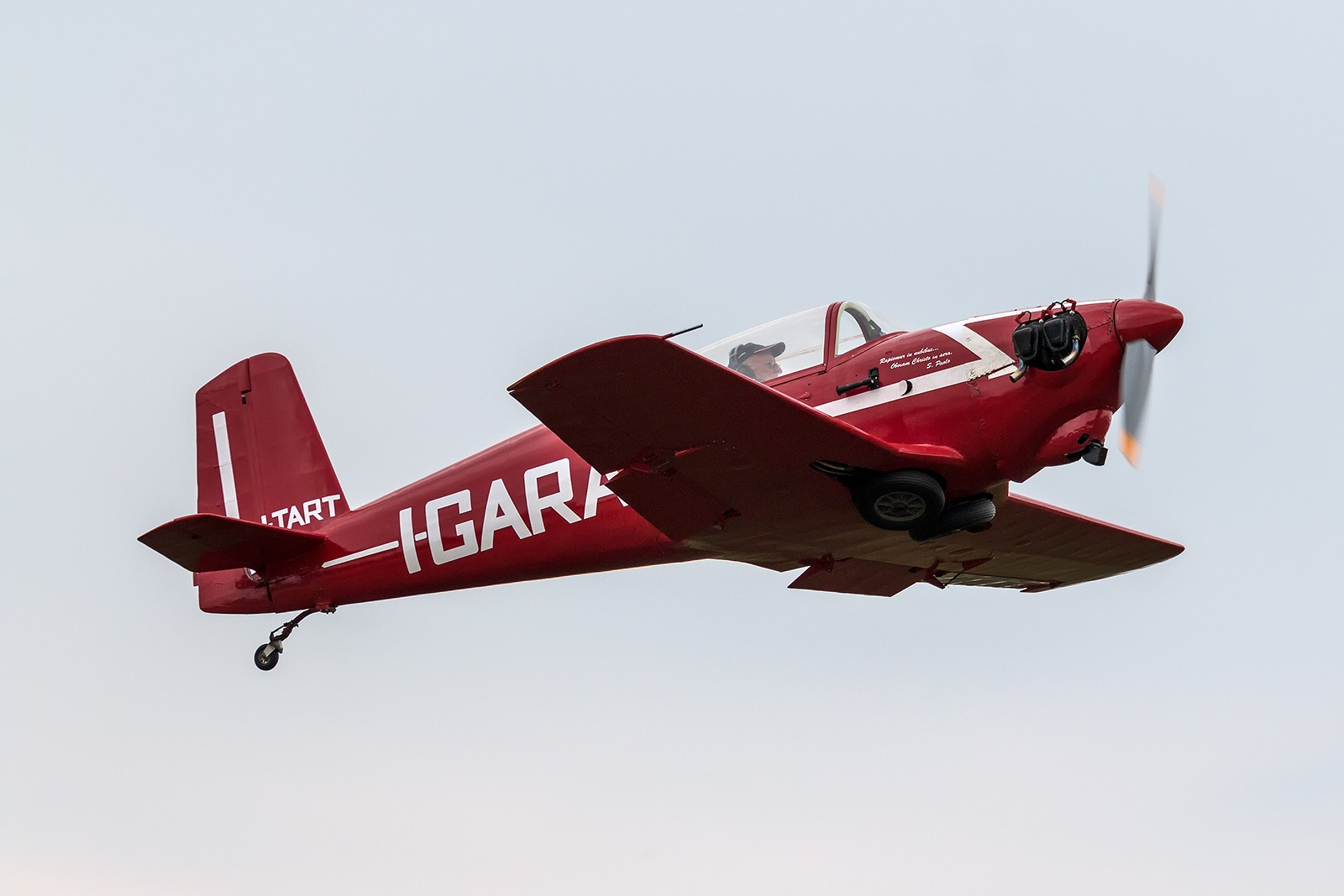
Il velivolo PM.280 Tartuca in display a Montagnana (PD) durante il Fly Party 2017

## Biografia
Nacque a Milano il 23 luglio 1918, e mentre frequentava il Liceo Scientifico di via Vittorio Veneto nel 1936, insieme all’amico Maurizio Garbell, progettò il suo primo aliante, il Pinguino, cui seguì nel 1937 l’Asiago Dopo aver dato l’esame di maturità, nel 1938 si iscrisse al Regio Politecnico di Milano, Facoltà di Ingegneria industriale, che offriva anche il corso di aeronautica.

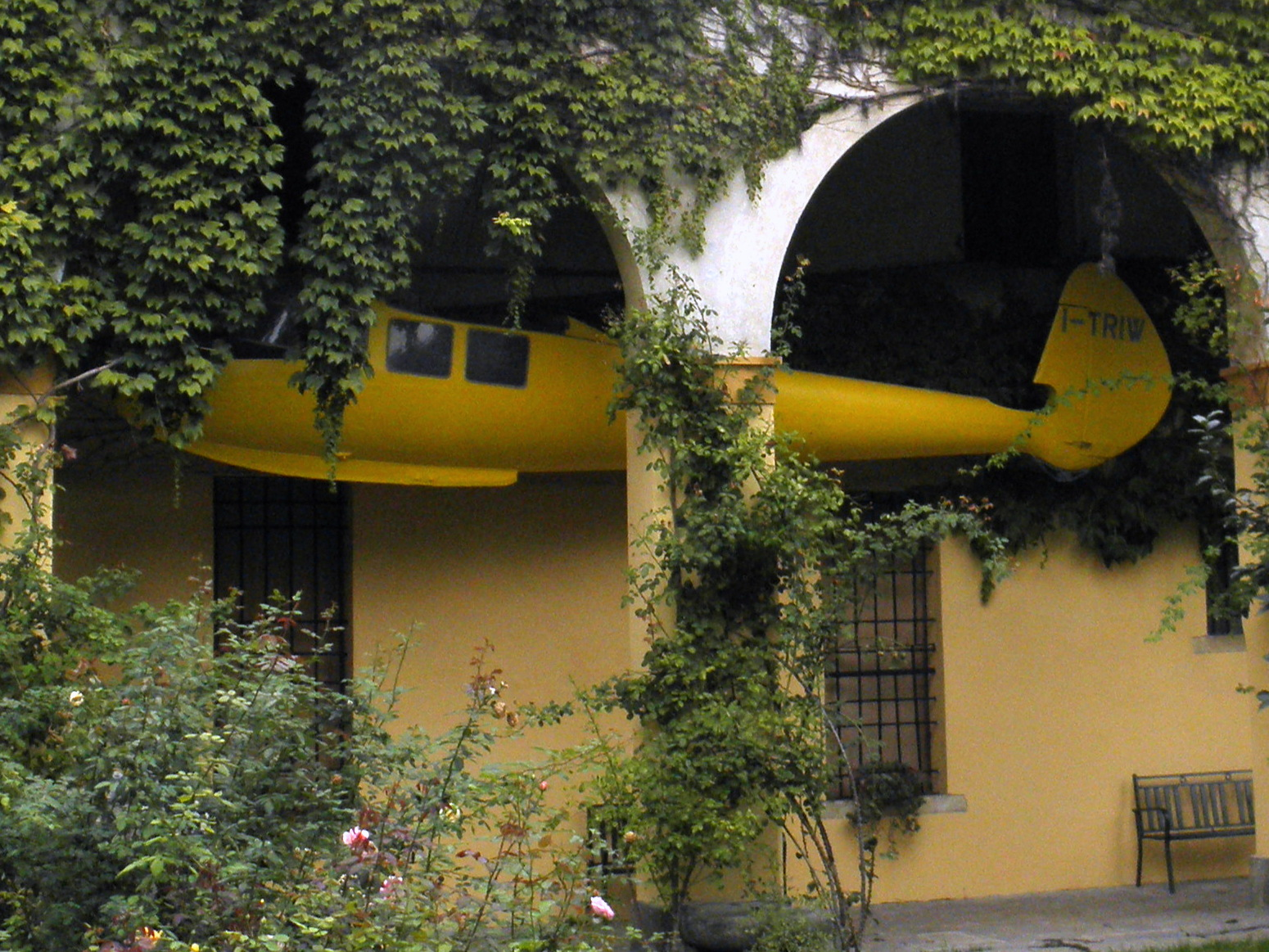
L'aliante CVV 6 Canguro, matricola civile I-TRIW (ex MM 100005), esposto presso il Museo dell'aria e dello spazio in località San Pelagio, comune di Due Carrare (Padova).

Nel corso del 1938 entrò a far parte del Centro Studi ed Esperienze per il Volo a Vela (C.V.V.) del Regio Politecnico di Milano realizzando i successivi modelli CVV 3 Arcore, CVV 4 Pellicano, CVV 5 Papero  nel 1940 il Canguro cui seguì il CVV 7 Pinocchio rimasto allo stadio di progetto fino al dopoguerra. In quegli anni compì i primi voli in aliante conseguendo il relativo brevetto di tipo "C".
Dopo l’entrata in guerra dell’Italia, avvenuta il 10 giugno dello stesso anno, entrò in forza al Genio aeronautico con il grado di tenente, nonostante non avesse ancora conseguito la laurea in ingegneria. Dopo la richiesta effettuata il 27 maggio 1941 dal gen. Giulio Del Lupo, Comandante di Esercitavia, per conto del Capo di stato maggiore del Regio Esercito, generale Ugo Cavallero, di conoscere le eventuali realizzazioni di alianti rimorchiati atti al trasporto di truppe e materiali sul campo di battaglia in Italia, alla risposta negativa data dal generale Mario Bernasconi, Sottocapo di stato maggiore per gli Armamenti Aerei della Regia Aeronautica il 6 giugno Cavallero ribadì l'interesse all'impiego bellico degli alianti rimorchiati e richiese il parere della Regia Aeronautica che già il 12 giugno successivo interpellò la Luftwaffe per avere notizie sulle modalità operative dello sbarco sull’isola di Creta, ma i tedeschi diedero risposte evasive.
Nell'ottobre del 1941 lo Stato Maggiore Armamenti Aerei emise un concorso per la realizzazione di alianti da rimorchio con peso totale di 2 500 kg, e nel dicembre 1941 per quelli da trasporto con peso totale di 5 000 kg. In risposta a questo requisito, Preti progetto l’aliante da trasporto e assalto AL.12P,  che fu costruito presso lo stabilimento dell'Aeronautica Lombarda di Cantù, (Como),  ma rimase allo stadio di prototipo, nonostante le buone prestazioni durante i collaudi militari, a causa del precipitare della situazione bellica. Durante il periodo bellico, in collaborazione con il tenente colonnello G.A.r.i. Sergio Stefanutti, e con l’ingegner Stelio Frati, realizzò anche il velivolo da assalto radioguidato A.R..
Il CVV 6 Canguro, un biposto di elevate caratteristiche, fu prodotto in 32 esemplari per l’Aeronautica Militare e rimase in uso presso le scuole di volo a vela e negli aeroclub fino agli anni Ottanta del XX secolo, stabilendo ben 27 record italiani. Collaborando con l'asso dell'Aeronautica Militare Adriano Mantelli, progettò anche due versioni motorizzate del Canguro, col quale Mantelli conquistò nel 1964 il record mondiale di altezza per l'Italia nella categoria "C 1 B" raggiungendo la quota di 9.366 metri.
Nel 1957 progettò un altro aliante biposto di elevate caratteristiche, il CVV 8 Bonaventura il cui prototipo volò nel 1958 e che fu prodotto in una ventina di esemplari sia per gli aeroclub volovelistici che per il Centro Volo a Vela dell'Aeronautica Militare. 

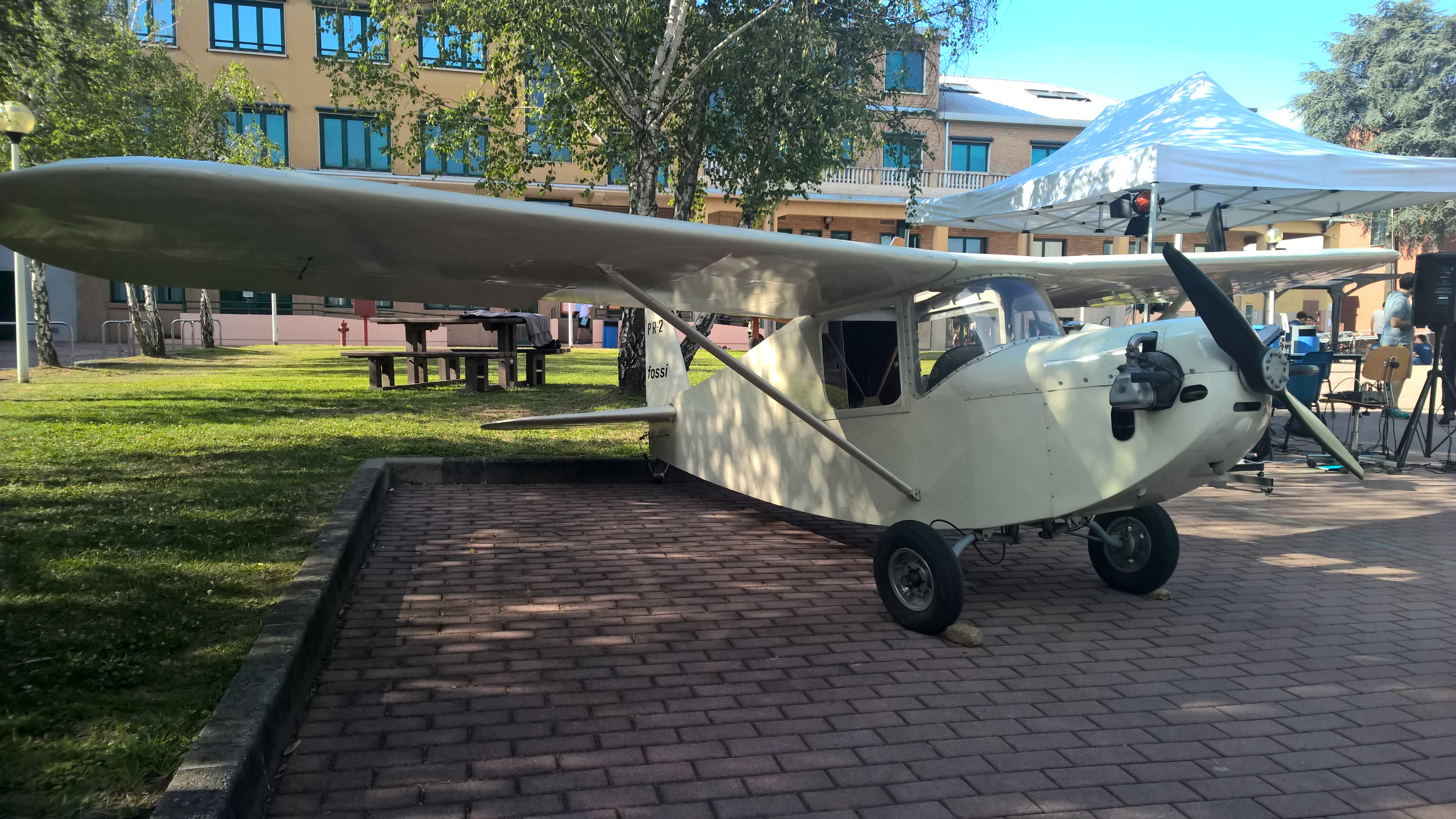
Saltafossi esposto al Politecnico di Milano

Nel campo degli aeromobili a motore, realizzò nel 1946 il PR.2 Saltafossi, nel 1947 il PM.280 Tartuca, un brillante e veloce aereo da corsa, di dimensioni e potenza minime, completamente realizzato in legno, nel 1951 l’Agusta P.110, un aereo da addestramento basico biposto. cui seguì il quadriposto P.111, e nel 1959 l’Aviamilano P 19 Scricciolo, un monomotore biposto a posti affiancati a carrello fisso costruito in 51 esemplari per gli aeroclub italiani dalla Aviamilano, una società oggi scomparsa. 

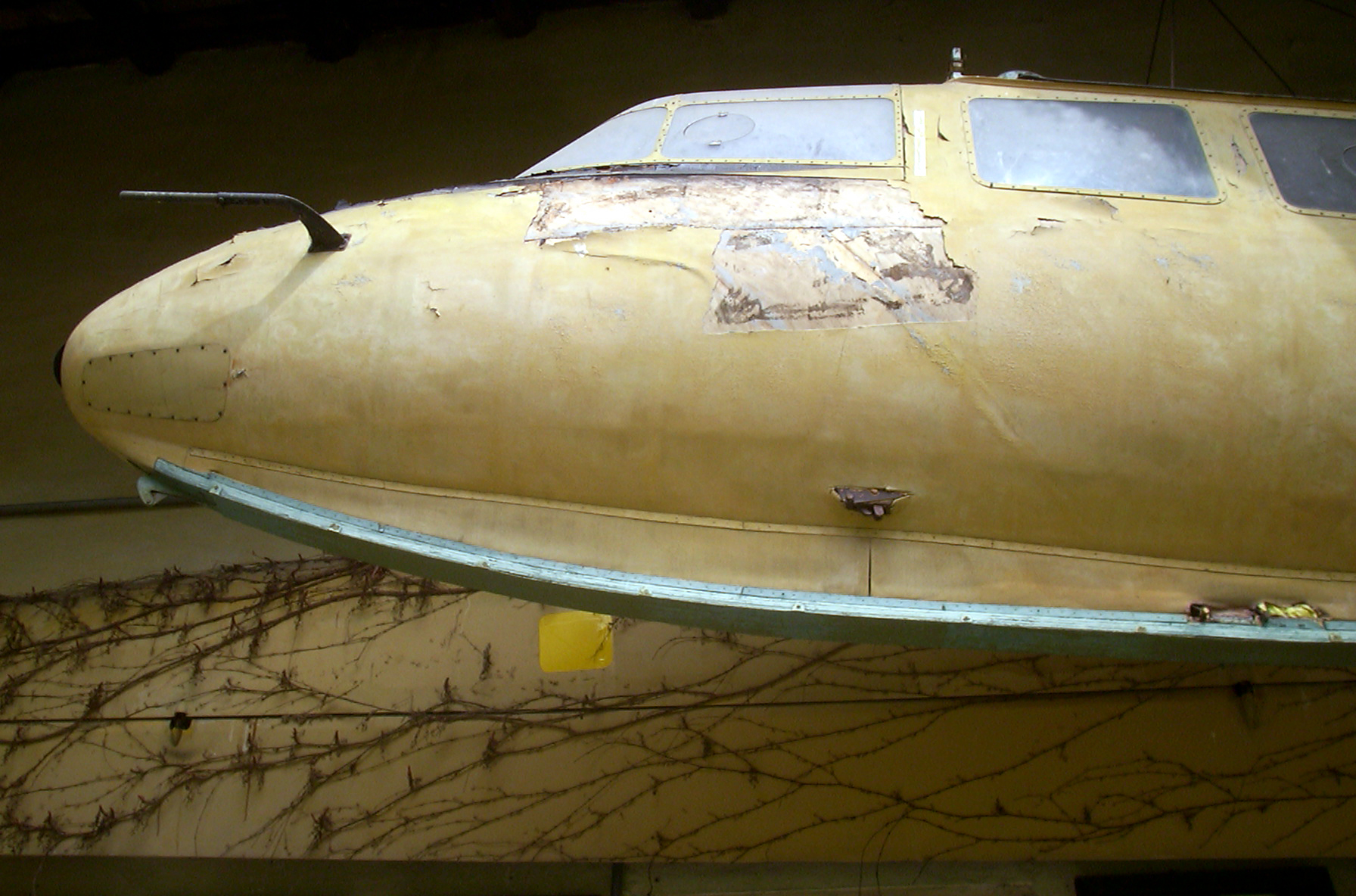
Sezione dell'abitacolo dell'aliante CVV 6 Canguro, matricola civile I-TRIW (ex MM 100005), esposto presso il Museo dell'aria e dello spazio in località San Pelagio, comune di Due Carrare (Padova).

Dopo un periodo di insegnamento universitario con la carica di Direttore dell'Istituto di Ingegneria Aerospaziale, in quegli anni eseguì numerosi progetti di velivoli che non furono realizzati. Nel 1952 progettò l’Agusta P.450, un addestratore equipaggiato con turboreattore Turbomeca Marborè da 450 kg/s, nel 1955 il SAI-Ambrosini P.18, un addestratore basico biposto, nel 1957 il bimotore executive SAI-Ambrosini P.55, all’inizio degli anni Sessanta gli Aviamilano P.20 e P.21 monomotori quadriposto a carrello retrattile, il P.22 triposto per uso sportivo, il P.23 da addestramento basico, il P.24 da trasporto executive con cabina quadriposto pressurizzata, e nel 1961 per la SAI-Ambrosini il VS.1, un velivolo da addestramento a decollo verticale, equipaggiato con due motori a reazione, e l’SS.1, un addestratore con ventola installata sotto la fusoliera.

### L’attività nel settore automobilistico
Nel 1953, insieme a Pierluigi Raggi, disegnò una piccola auto: l'Isetta.
Forse troppo in anticipo sui tempi, l'Isetta era concepita come una vera e propria city-car:  l'accesso al veicolo avveniva attraverso un ampio portellone frontale. Venne prodotta dalla Iso di Bresso, di proprietà dell’industriale Renzo Rivolta, e successivamente su licenza, con successo, in numerosi paesi esteri. Il periodo di maggior successo di questa microvettura fu raggiunto durante il periodo in cui veniva prodotta dalla BMW.
Il 31 marzo 1986 l’ingegner Preti morì a 68 anni, colpito da un ictus cerebrale. Venne sepolto al Cimitero maggiore di Milano.

## Pubblicazioni
- Stabilità e governo dei velivoli gettosostentati, Istituto di Aeronautica Politecnico di Milano, Milano, 1959.

### Annotazioni
1. ↑  Progettato nel 1941 come aliante ad alte prestazioni, il suo sviluppo fu interrotto per l’evolversi negativo della guerra.
2. ↑  Infatti Preti conseguì il dottorato il 23 dicembre 1943.

### Fonti
1. 1 2 3 4 5 6 7  Bugada 2016, p. 64.
2. 1 2 3 4  Bugada 2016, p. 65.
3. 1 2 3 4 5 6  Brotzu, Cosolo 1976, p. 75.
4. 1 2  Brotzu, Cosolo 1976, p. 87.
5. 1 2  Sgarlato 2007, p. 6.
6. 1 2  Sgarlato 2007, p. 7.
7. 1 2 3 4 5 6  Bugada 2016, p. 67.
8. ↑  Ferrari, Ferrari 2004, p. 133.
9. 1 2 3 4 5 6 7 8 9 10  Bugada 2016, p. 68.
10. 1 2 3  Furlanis 2010, p. 62.
11. 1 2  Bugada 2016, p. 69.

### Periodici
- Giuseppe Furlanis, Il miracolo economico. Uno sguardo sull’Italia degli anni cinquanta, in HiArt, n. 5, Roma, Gangemi Editore S.p.A., luglio-dicembre 3,  p. 62, ISBN 8-84927-181-6.
- Nico Sgarlato, Prototipi della Regia Aeronautica, in Aerei nella Storia, n. 57, Parma, West-Ward Edizioni, dicembre-gennaio 2007,  p. 34, ISSN 1591-1071.
- Franco Bugada, Ermenegildo Preti, in VFR Aviation, n. 18, Grottaferrata, Aero Media Press TV, aprile 2016,  pp. 62-69.